# 肯尼斯·托夫特-漢森
肯尼斯·托夫特-漢森（丹麥語：Kenneth Toft-Hansen，1982年5月11日—）出生於丹麥日德蘭半島的錫爾克堡，是一名廚師。

## 生平
肯尼斯·托夫特-漢森十四歲的時候，在餐廳的廚房擔任洗碗工，廚師看他對於烹飪有點興趣，因此讓他從切洋蔥開始入門，進而開始踏入烹飪的世界，後來肯尼斯·托夫特-漢森前往法國餐廳擔任學徒，在那裏才成為主廚。
肯尼斯·托夫特-漢森成為主廚之後，租下斯溫克洛夫巴德酒店（丹麥語：Svinkløv Badehotel）的餐廳經營，不幸的是2016年酒店發生大火付之一炬，不過肯尼斯·托夫特-漢森並沒有鬆懈對於烹飪的追求，2019年肯尼斯·托夫特-漢森獲得世界烹飪大賽金獎，成為第二位贏得這項比賽的丹麥廚師。斯溫克洛夫巴德酒店重建完成之後，肯尼斯·托夫特-漢森仍然繼續在這裡經營餐廳的生意。

## 相關連結
- Svinkløv Badehotel官方網站 （页面存档备份，存于）